# Maison Rouillard
La Maison Rouillard ou Ateliers Rouillard est une ancienne manufacture de statues religieuses, chemins de croix et éléments d’ameublement d’église,,.
Née de la vente en 1891 des ateliers du sculpteur Henri Bouriché à Pierre Rouillard son assistant de longue date, elle édite en série des œuvres de Bouriché mais également celles d’autres sculpteurs comme Barrême, Louis Richomme ou encore Pierre Rouillard lui-même.
Elle connaît son apogée durant l'entre-deux-guerres.
Associée à l’art dit « de saint sulpice »en vogue dans la seconde moitié du XIXe siècle mais très décrié dans la seconde moitié du XXe siècle, l’entreprise angevine décline après la Seconde Guerre mondiale et disparait en 1962. Les ateliers, les modèles et les moules sont détruits en 1970. La galerie d'exposition et la maison attenantes sont transformés en logements locatifs en 2002.

## Historique

### Pierre Rouillard Père (1853-1919)
L’entreprise tient son nom de Pierre Rouillard. Fils de paysans, il nait à Faye d’Anjou en 1853. Présentant très jeune des aptitudes pour la sculpture, le curé de Champs-sur-Layon chez qui il est placé le remarque. C’est probablement lui qui le fait entrer dès l’âge de 15 ans au service de Bouriché. Rouillard devient son élève puis son assistant. Avec lui, il produit un grand nombre d’œuvres religieuses.

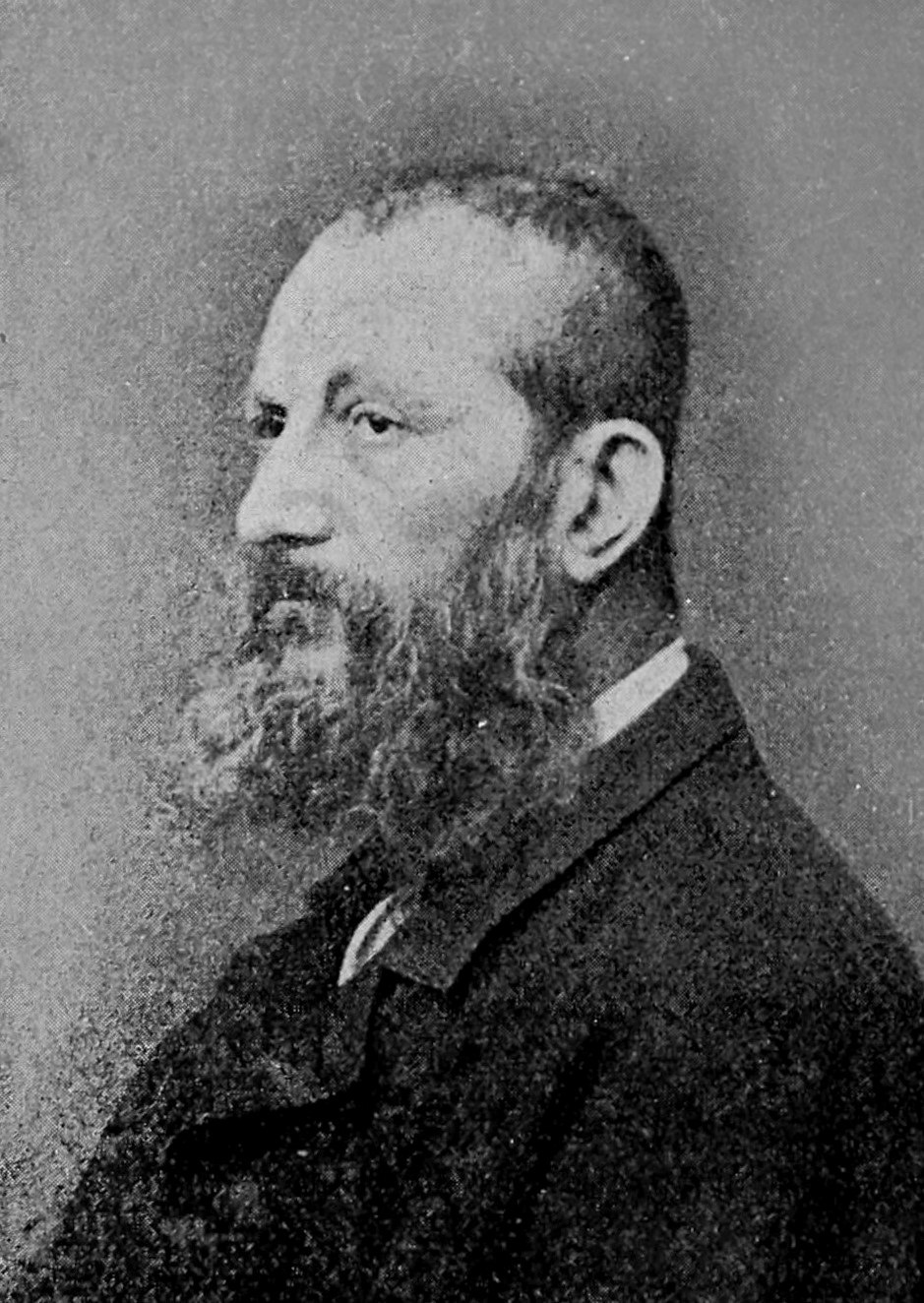
Henri Bouriché

Fin 1884, Henri Bouriché perd la vue et se voit contraint d’arrêter son activité. Après plusieurs années durant lesquelles l’atelier est cogéré directement par plusieurs employés, Bouriché désigne Pierre Rouillard comme son successeur.
Les ateliers, situés au 40 rue de Bel-Air à Angers, emploient à la Belle Epoque une dizaine de personnes.

### Premier développement de l’entreprise
Dans les années 1910, l’entreprise se développe à la faveur de nouvelles canonisations et du patriotisme ambient et le nombre d’employés double. En 1912, Pierre Rouillard agrandit les locaux de la rue de Bel-Air et s’y installe avec sa famille.

### La crise de la Première Guerre mondiale
Durant la Première Guerre mondiale, les ateliers se voient privés subitement de la grande majorité de leurs employés à la suite de la mobilisation générale. De plus, les matériaux manquent en raison des réquisitions. L’entreprise est alors au bord de la faillite. Seuls 3 ou 4 employés restent.

### L’entre-deux guerres: succession de Pierre Rouillard Fils (1896-1990) et apogée
Pierre Rouillard meurt le 9 décembre 1919 à Angers. Son fils, qui porte le même nom que lui, lui succède mais, celui-ci n’étant pas sculpteur, il se désigne comme Éditeur d’art religieux.
Après la Première Guerre mondiale, la production décolle en raison du besoin d’un grand nombre de monuments commémoratifs (municipaux ou paroissiaux) et de statues ex-voto. Cette situation dure jusqu’en 1935. De plus, à cette époque, le marché des missions et des colonies est florissant. L'entreprise emploie alors une cinquantaine d'employés,,.

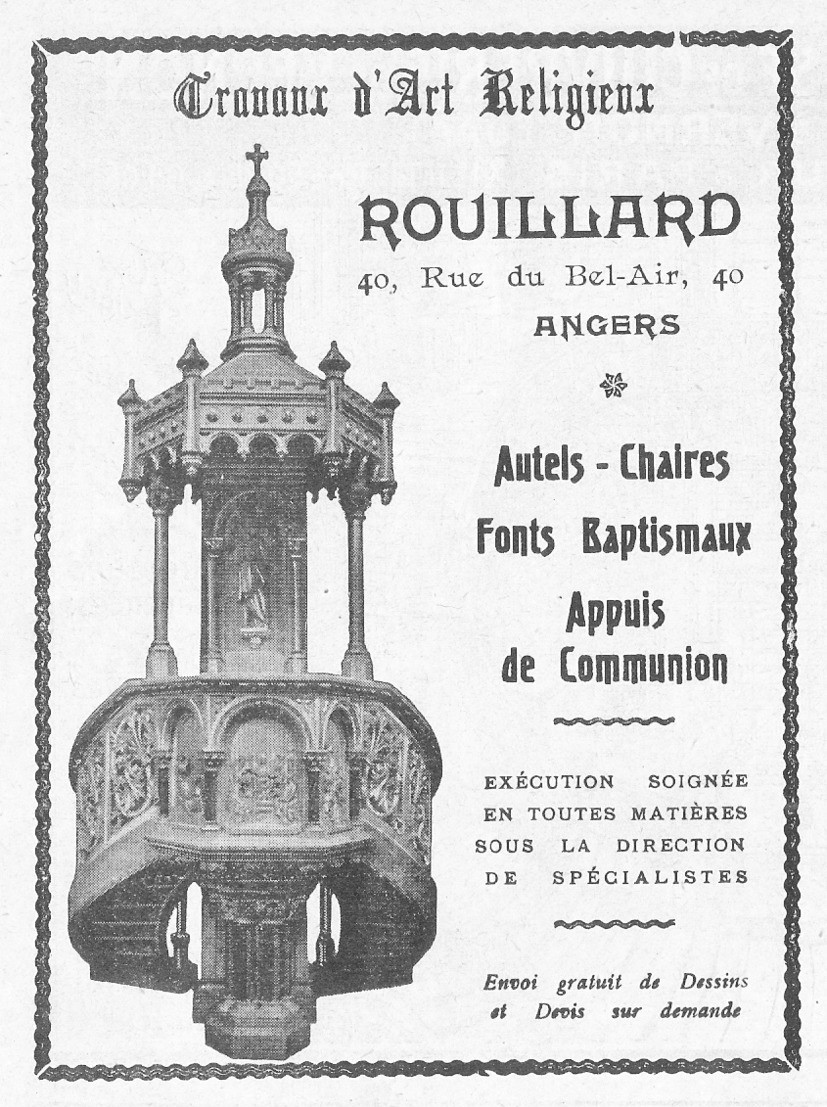
Maison Rouillard - Publicité de 1927

La maison connaît donc son apogée à l’heure où d’autres manufactures commencent à connaître des difficultés et elle ne semble pas souffrir des critiques des intellectuels catholiques qui s’accumulent concernant l’art dit « de saint Sulpice ».

### La Seconde Guerre mondiale
Le retour de la guerre en 1939 provoque à nouveau des pénuries de matériaux et l’arrêt de la production. L’entreprise fonctionne au ralenti.
Les caves des ateliers permettent d’abriter la population en 1940 pendant le bombardement de la gare par l’aviation alliée.
Après la guerre, la demande en monuments aux morts est cette fois-ci très faible. Bien souvent, pour commémorer les victimes du conflit, les municipalités se contentent d’ajouter des plaques à un monument préexistant. L’entreprise peine à redémarrer et les affaires diminuent progressivement.

### La fin
À la même époque, l’entreprise ne peut plus ignorer les critiques concernant l’art sulpicien et elle tente de moderniser sa production.
En 1952, le Saint Office publie ses « Instructions sur l'art sacré ». Ces dernières, bien que très équivoques, sont interprétées comme une condamnation officielle du style sulpicien par de nombreux membres du clergé.
En 1962, le concile Vatican II s’ouvre et l’Église traverse une grande période d’incertitude concernant les formes futures de la liturgie, des lieux de culte et de la décoration de ces derniers. Le contexte n’encourage donc pas la survie déjà difficile de l’entreprise.
La maison Rouillard ferme finalement ses portes cette même année 1962,.
En 1970, les ateliers, les moules et les modèles sont détruits,,. La galerie d'exposition et la maison attenantes sont transformés en logements locatifs en 2002.
Pierre Rouillard fils décède en 1990.

## Œuvres

### Lieu d’exposition

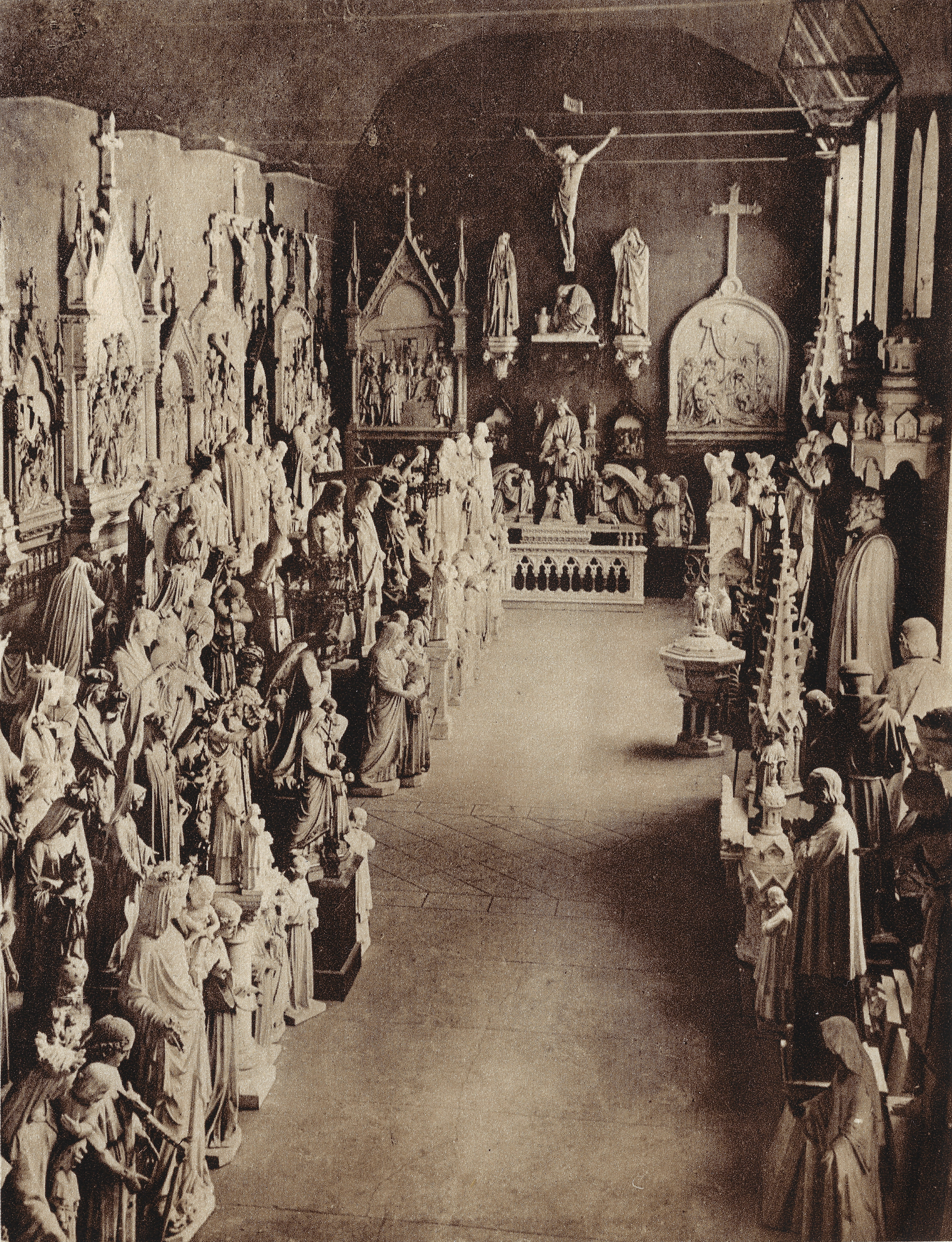
La galerie d'exposition vers 1920

À Angers, les œuvres sont exposées dans une grande galerie qu’avait fait construire Bouriché au début des années 1880. La grande majorité d’entre-elles relève de ce qui sera appelé au XXème siècle, l’art « de Saint Sulpice ».

### Auteurs
Pierre Rouillard Père collabore à un grand nombre d’œuvres d’Henri Bouriché avant de réaliser les siennes.
Parmi les sculpteurs ayant été édité par la maison, autres que Bouriché et Rouillard, figurent Louis Richomme en religion Frère Marie-Bernard, auteur des statues « Reine et Mère de miséricorde » et « Thérèse aux roses », Léon Morice (auteur notamment d’une Sainte Bernadette) et Henry-Hamilton Barrême (ancien maître de Henri Bouriché),.
Malheureusement, il est souvent difficile de connaître la paternité de certaines œuvres hormis pour Louis Richomme et Léon Morice, nommés explicitement dans les catalogues,.

### Matériaux
Les ateliers n’éditent que des reproductions en plâtre ou en pierre taillée. La fonderie est sous-traitée.

### Quelques œuvres

Page d'un catalogue vers 1935
Page d'un catalogue vers 1935
Page d'un catalogue vers 1935
Page d'un catalogue vers 1935
Page d'un catalogue vers 1935

#### Généralités
- Mathurin Laroche, Un sculpteur religieux. Notes sur la vie de M.Bouriché (1826-1906), Angers, J.Siraudeau, 1907 (lire en ligne)
- Michel Vaissier, Henri Bouriché : sculpteur angevin, La Taverne aux poètes, 1981
- Christian Rouillard, « Le purgatoire de tous les saints. Un siècle de statuaire religieuse 1860-1962 », 303 - Arts, Recherches et Créations, no 36,‎ 1er trimestre 1993
- Isabelle Saint-Martin, Répertoire des catalogues du mobilier et des objets religieux du XIXème et XXème siècle., MCC SDARCHETIS, octobre 2008 (lire en ligne)

#### Catalogues/Albums anciens
Deux catalogues illustrés anciens sont désormais accessibles en ligne :
- Album de chemins de croix, statues et groupes – Rouillard statuaire, avant 1900 (lire en ligne)
- Statues Religieuses – P.Rouillard, vers 1935, 40 p. (lire en ligne)